# AO 카발라
AO 카발라(그리스어: Αθλητικός Όμιλος Καβάλα)는 카발라를 연고로 하는 그리스의 축구 클럽이다. 현재 그리스의 2부 리그인 수페르리가 2에 참가하고 있다.

## 선수 명단

### 현역
참고: FIFA 자격 규정에 따라 소속된 국가대표팀 국기를 표시합니다. 선수는 복수의 FIFA 비회원국 국적을 가지고 있을 수 있습니다.
| 번호 | 포지션 | 국적 | 이름 |
| ---- | ------ | ---- | ---- |

| 번호 | 포지션 | 국적   | 이름                |
| ---- | ------ | ------ | ------------------- |
| 77   | MF     | 조지아 | 엘다르 파키나슈빌리 |

## 역대 감독
| 감독            | 임기 |
| --------------- | ---- |
| 아모스 마리아니 | 1978 |